# 佐賀県道30号佐賀川副線
佐賀県道30号佐賀川副線（さがけんどう30ごう さがかわそえせん）は、佐賀県佐賀市を通る県道（主要地方道）である。

## 概要
佐賀市大財北町から佐賀市川副町大字犬井道に至る。
全線を通じて2車線の整備された県道である。起点から国道208号交点の大崎交差点までは佐賀市中心部であるため交通量が非常に多い。国道444号以南は、一面に田園が広がっている。本道とほぼ並行して、佐賀県道49号佐賀空港線が西側を走る。

### 路線データ
- 起点：佐賀県佐賀市大財北町（大財北町交差点、佐賀県道294号薬師丸佐賀停車場線交点）
- 終点：佐賀県佐賀市川副町大字犬井道（佐賀県道49号佐賀空港線起点）

## 歴史
- 1993年（平成5年）5月11日 - 建設省から、県道佐賀川副線が佐賀川副線として主要地方道に指定される[1]。

## 路線状況

### 愛称
- 大財通り
- 水ヶ江大通り

### 重複区間
- 国道444号（佐賀市川副町大字鹿江・小々森入口交差点 - 佐賀市川副町大字鹿江・咾分（おとなぶん）交差点）

### 道路施設

#### 橋梁
- 大財橋（佐賀市）
- 愛右ヱ門橋（多布施川、佐賀市）
- 南大崎橋（多布施川、佐賀市）
- 夫婦橋（佐賀市）
- 道免境橋（佐賀市）

## 地理

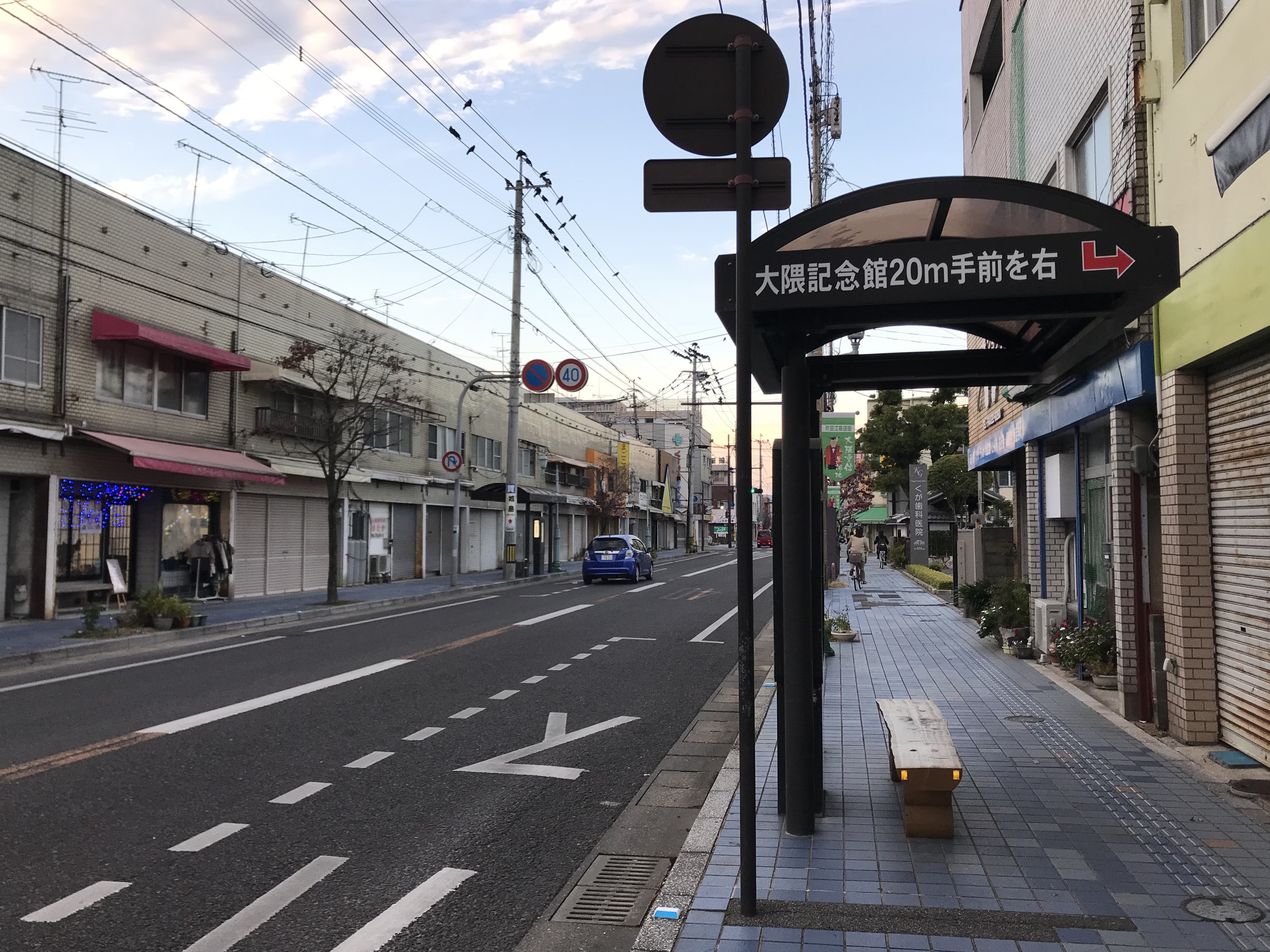
水ヶ江大通り

### 通過する自治体
- 佐賀市

### 交差する道路
| 交差する道路                                              | 交差する場所     | 交差する場所             |
| --------------------------------------------------------- | ---------------- | ------------------------ |
| 佐賀県道294号薬師丸佐賀停車場線                           | 大財北町         | 大財北町交差点 / 起点    |
| 国道264号                                                 | 松原3丁目        | 片田江交差点             |
| 佐賀県道・福岡県道20号佐賀大川線                          | 水ヶ江3丁目      | 龍谷高校東交差点         |
| 国道208号 佐賀県道401号佐賀環状自転車道線 重複            | 本庄町大字袋     | 大崎交差点               |
| 佐賀県道49号佐賀空港線 / 旧道                             | 北川副町大字新郷 |                          |
| 佐賀県道48号佐賀外環状線 佐賀南部広域農道 重複            | 川副町大字南里   | 立土井橋交差点           |
| 国道444号 重複区間起点 福岡県道・佐賀県道18号大牟田川副線 | 川副町大字鹿江   | 小々森入口交差点         |
| 国道444号 重複区間終点                                    | 川副町大字鹿江   | 咾分（おとなぶん）交差点 |
| 佐賀県道313号飯盛戸ヶ里港線                               | 川副町大字犬井道 |                          |
| 佐賀県道49号佐賀空港線                                    | 川副町大字犬井道 | 終点                     |

### 沿線
- 戸上電機製作所
- 龍谷中学校・高等学校
- 佐賀県農業大学校
- 佐賀市立西川副小学校
- 佐賀空港
- 佐賀駐屯地
- 有明海